# Bézoard
Pour les articles homonymes, voir aegagropile.

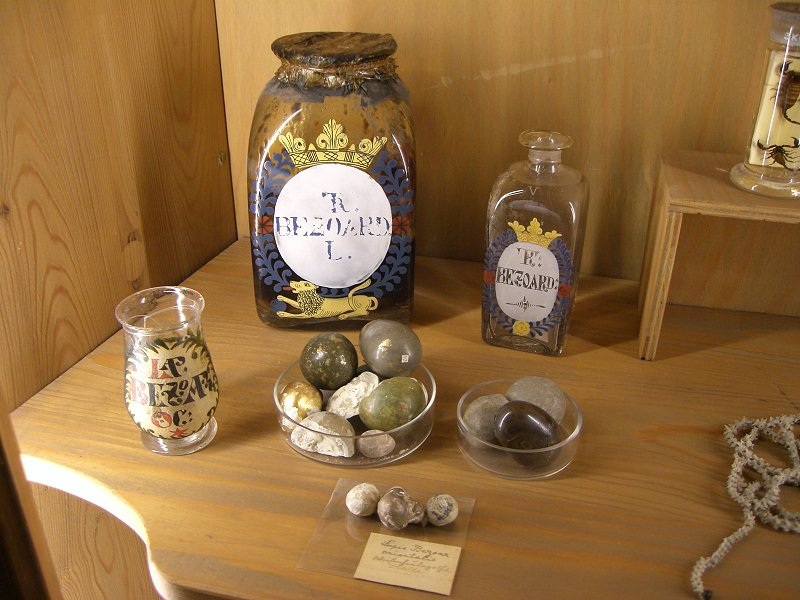
Bézoards en bocaux.

Le bézoard (du persan پادزهر, pādzahr, issu de pād, « remède » et zahr, « venin ou poison », signifiant « qui protège du poison ») est un corps étranger formé de matières non ou partiellement digérées qui se trouvent dans le tractus gastro-intestinal des humains ou des animaux ruminants (en particulier l'oryx, le bouquetin, la vache ou la chèvre). Il se rencontre le plus souvent dans l'estomac (bézoard gastrique appelé gastrolithe), parfois dans l'intestin (bézoard intestinal ou faux entérolithe (en)). Ces matières, souvent amalgamées par le mucus gastrique (en), peuvent être des fibres végétales, des pelures, des graines, des minéraux, des poils (les bézoards sont alors appelés égagropiles chez les ruminants qui en accumulent par léchage).
Considérés comme des antidotes, ils ont également servi d'objet décoratif chez les collectionneurs de curiosités des XVIIe et XVIIIe siècles et continuent d'alimenter l'imaginaire et les œuvres fantastiques.
Chez l'homme, les bézoards sont classées selon leur composition : phytobézoards (les plus fréquents, composés de matières indigestes végétales), trichobézoards (le plus souvent observés chez des jeunes femmes souffrant de troubles psychiatriques et qui avalent leurs propres cheveux), pharmacobézoards (blocs durcis de médicaments), lactobézoards (composés de protéines de lait)…

## Histoire
Depuis l'Antiquité, les propriétés prêtées aux bézoards et leurs emplois sont divers et variés : sous forme de pierre, ils étaient utilisés comme talisman ; sous forme d'onguent, ils soignaient les morsures de serpent ; sucés, en infusion ou râpés puis ingérés, ils étaient considérés comme antidotes contre les poisons. Les vertus de ces pierres médicinales trouvent leur origine dans l'observation de la longévité apparente des animaux ruminants qui accumulent ces biominéralisations dans leur estomac, et qui résistent bien à certaines toxines naturelles.
Autrefois le bézoard, aussi appelé « pierre de fiel » ou « perle d'estomac », était réputé pour ses propriétés anti-poison au même titre que la corne de licorne. Ces deux objets précieux faisaient l'objet de nombreuses contrefaçons.
Quoique son nom provienne du persan, le bézoard est mentionné depuis l'Antiquité dans les écrits médicaux européens, témoin notamment les traités du médecin grec Dioscoride. Il a été l'objet de la curiosité scientifique jusqu'au milieu du XVIIIe siècle et faisait partie intégrante des cabinets de curiosités des naturalistes.
Selon la tradition médicale, on rapporte que cette pierre était le produit des larmes d'un cerf chèvre (animal fantastique proche du Tragélaphe)[réf. nécessaire].
De nombreuses sources débattent sur l'origine de cette pierre qui fait l'objet de discussions jusqu'à la fin du XVIIIe siècle.
Par dérivation et glissement de sens, le bézoard désigne parfois l'animal qui produit cette pierre.[réf. nécessaire]
Un bézoard du XIIIe siècle, enchâssé en pendentif d'or, a été trouvé dans les fouilles à Ougarit (aujourd'hui Ras Shamra) en Syrie.
Les bézoards étaient rapportés en Europe depuis les Indes et étaient considérés comme très précieux. À partir du XVIe siècle on en rapporte aussi en Europe en provenance de l'Amérique du Sud ; c'est alors qu'on distingue les bézoards occidentaux (réputés plus puissants), des bézoards orientaux.[réf. nécessaire] Bornéo, en Indonésie, était réputée au Moyen Âge pour la production de bézoards, comme l'évoque Jean de Mandeville dans son Livre des merveilles du monde, écrit entre 1355 et 1357.

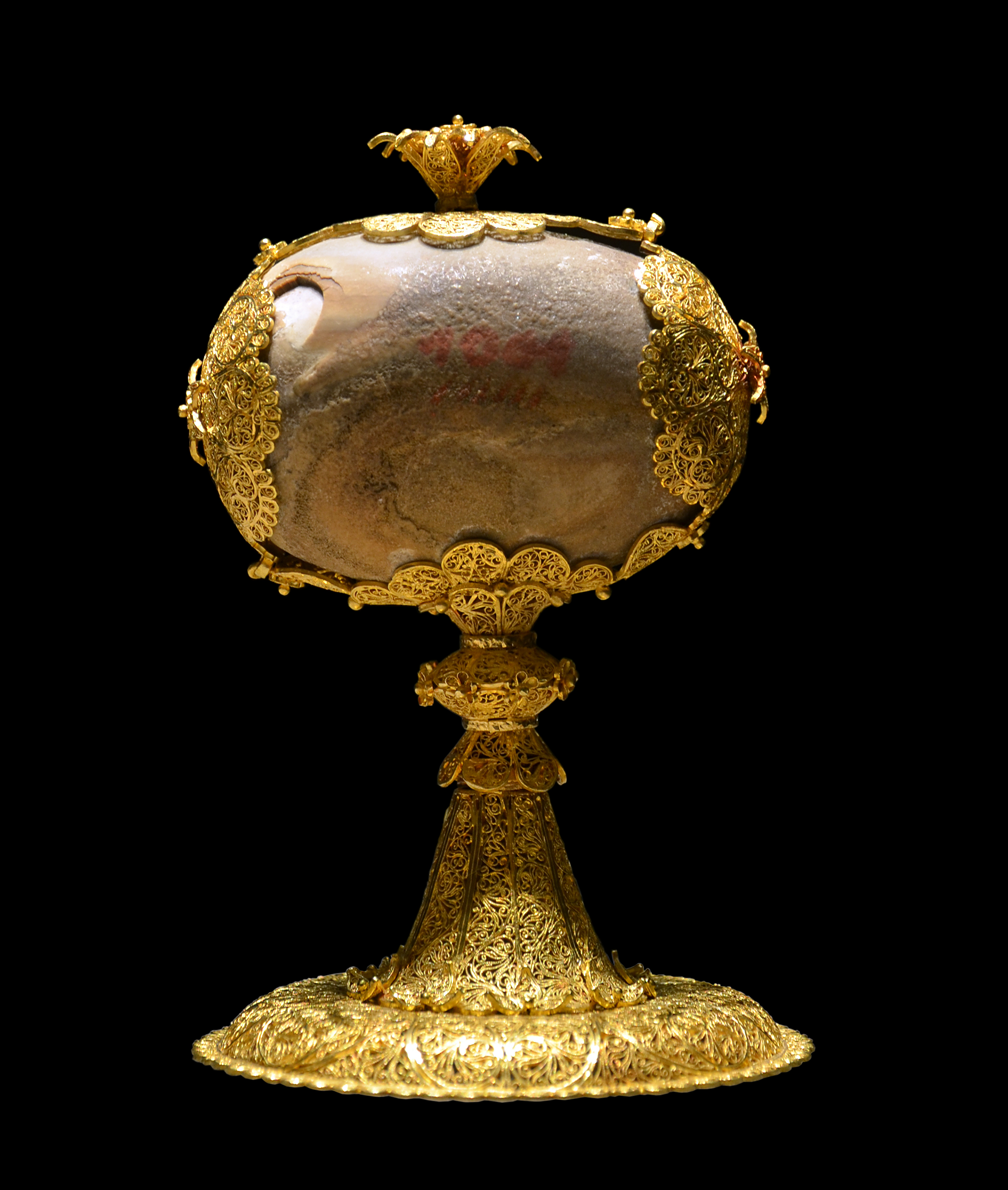
Bézoard ornementé, fin du XVIIe siècle, Kunsthistorisches Museum, Vienne.

Des bézoards artificiels, telle la pierre de Goa, fabriqués par les Jésuites de Goa en Inde portugaise, ont été en vogue dans les cabinets de curiosités notamment aux XVIIe et XVIIIe siècles. Ils étaient alors enchâssés dans des métaux précieux, en particulier l'or.
La poudre obtenue (et mélangée à de l'eau ou une autre boisson) était considérée comme particulièrement efficace pour traiter divers maux dont la mélancolie. Ainsi, on trouvait fréquemment des bézoards dans les collections des plus puissantes familles européennes. Par exemple, la Chambre d'art et de merveilles de la maison des Habsbourg en recelait plusieurs — les Habsbourg étaient connus pour être sujets à des crises de mélancolie et beaucoup de leurs membres consommaient de la poudre de bézoard obtenue par grattage.

En 1611, Armand du Plessis, le futur cardinal de Richelieu, écrit au général des Chartreux pour le remercier de lui avoir prêté un bézoard : 

« Je vous rends mille grâces de la croix que vous m'avez envoyée. […] Je vous remercie également de votre bézoard qui m'est venu fort à propos pour me tirer d'une assez fâcheuse maladie. »

Le dictionnaire de l'Académie française le définissait en 1694 comme une « pierre engendrée dans le corps d'un animal des Indes » et précisait qu'il était « souverain contre les venins ».

## Médecine
On distingue :

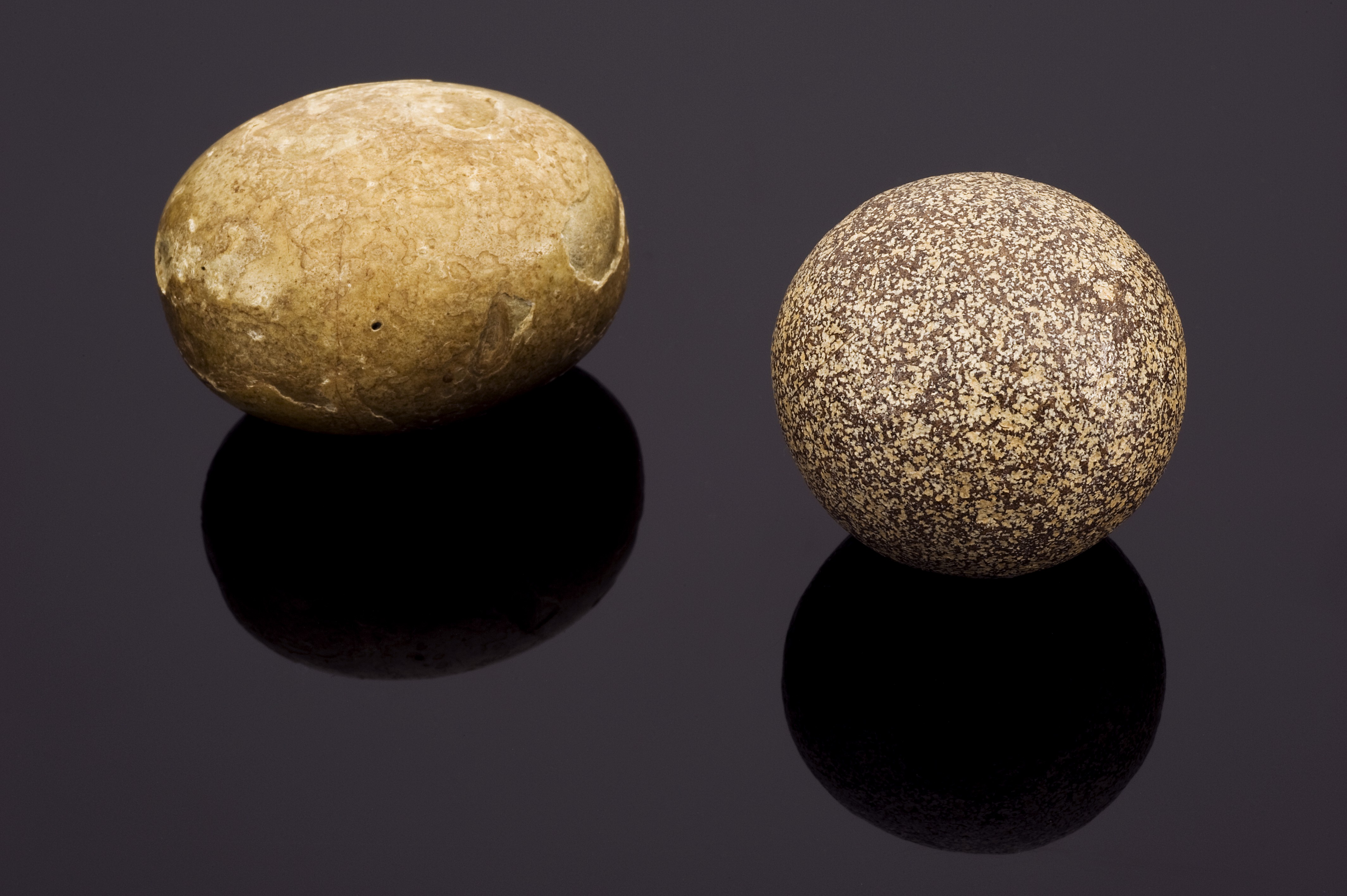
Deux bézoards d'origine inconnue (entre le XVIe et le XVIIIe siècle). Ils se présentent sous forme de pierre compacte et dure. Le bézoard de droite mesure 45 mm de diamètre, celui de gauche viendrait d'un camélidé du genre Camelus (chameau).

- les phytobézoards, constitués de concrétions de fibres alimentaires végétales non digérées. Les diospyrobézoards sont un sous-ensemble des phytobézoards. Ils correspondent à l’agglutination de tannins provenant de la peau des kakis[10].
- les trichobézoards formés de cheveux (susceptible d'apparaître chez des enfants, ou des personnes atteintes de trichophagie). On les appelle aegagropiles chez les ruminants qui en accumulent par léchage. Le trichobézoard est une pathologie qui touche l’enfant ou l’adolescent, avec une forte prédominance féminine et un pic de fréquence se situant entre 10 et 19 ans[11].
- les pharmacobézoards formés d'un amas d'un ou de plusieurs médicaments (ou des enveloppes composant ces médicaments). Parmi les médicaments décrits comme pouvant être responsables de la formation de pharmacobézoards, on peut notamment citer les gels à base d’hydroxydes d’aluminium et les cholestyramines, mais également des comprimés à base de guar gum, certaines gélules gastrorésistantes, les laxatifs à base de psyllium[10].
- les lactobézoards, formés d'un agrégat de lait maternel ou lait artificiel, se voit chez les nouveau-nés, prématurés et à terme.

La formation de ces amas est favorisée par le ralentissement du transit digestif quelle qu'en soit la cause : gastroparésie diabétique, gastrectomie partielle, vagotomie tronculaire, médicament anticholinergique, insolubilité d'un médicament, relative déshydratation du bol alimentaire.
Plusieurs modalités thérapeutiques existent concernant les bézoards et leur choix dépend surtout de la nature du bézoard mais aussi de sa localisation au niveau du tube digestif.

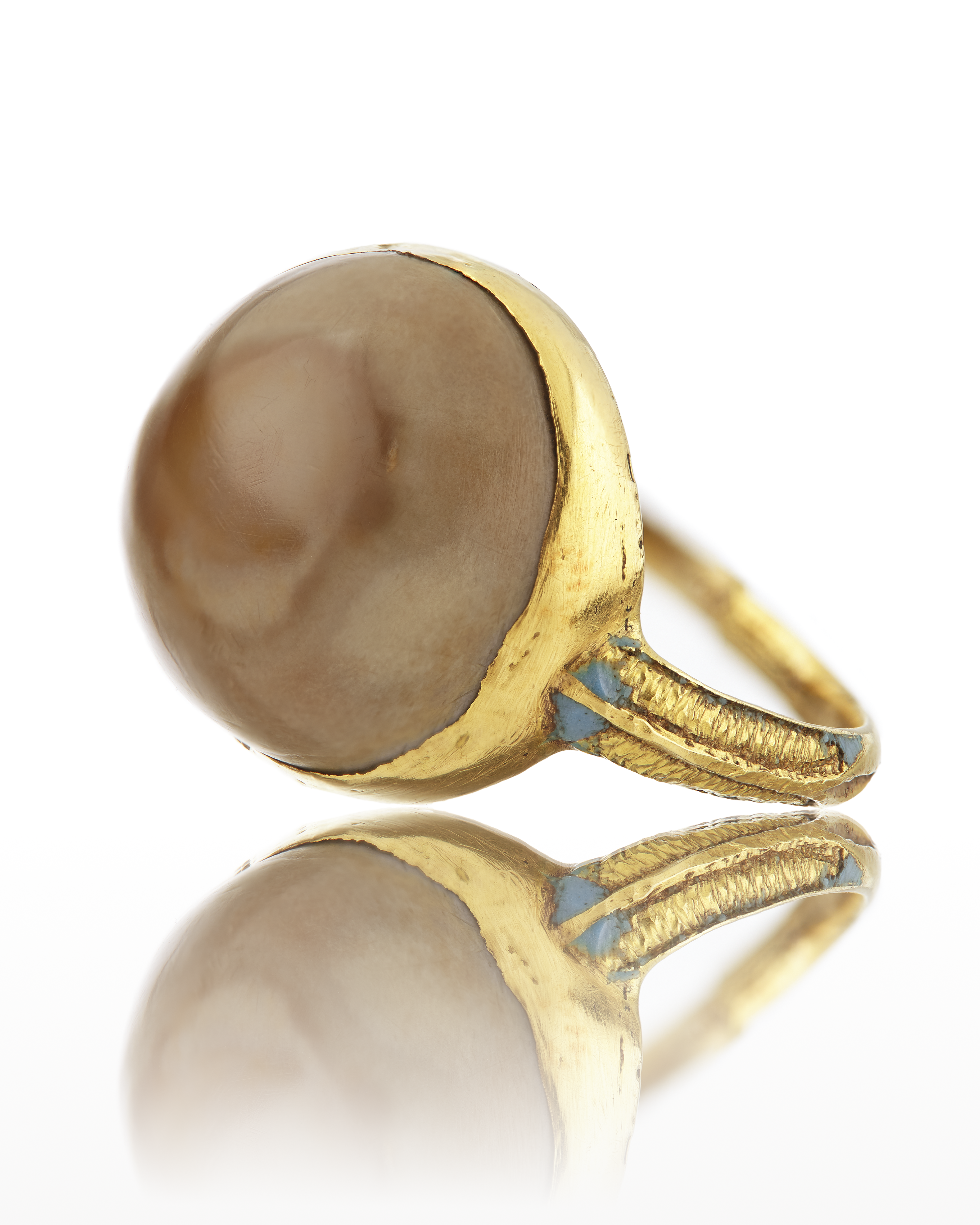
Bague de la reine Edwige-Éléonore de Holstein-Gottorp avec un bézoard, XVIIe siècle - Livrustkammaren, Stockholm.

De rares résolutions spontanées ont été décrites. Le traitement médicamenteux (gastroprocinétiques) est efficace dans certains cas. La dissolution acide par Coca-Cola (C) a prouvé son efficacité pour les phytobézoards. Avec l'amélioration des techniques d'endoscopie, cette dernière modalité est de plus en plus utilisée pour traiter les bézoards. La chirurgie garde néanmoins sa place surtout pour les trichobézoards, qui sont difficilement fragmentables endoscopiquement, ainsi que pour les patients présentant des complications digestives ou extra-digestives, liées au bézoard.
Devant l’échec quasi-constant des tentatives d’extraction de trichobézoard par les voies digestives naturelles (endoscopie chirurgicale), le traitement est donc plutôt purement chirurgical aujourd'hui (années 2010-2020). L’ablation de la masse se fait donc en ouvrant l'estomac, et éventuellement l’intestin grêle lorsque la masse présente un prolongement. On parle alors de syndrome de Raiponce,,.
L’extraction d’un phytobézoard siégeant dans l’intestin grêle nécessite lui aussi le plus souvent d’avoir recours à la chirurgie en deux ou trois étapes : fragmentation du bézoard, incision d’une anse intestinale, voire résection chirurgicale d’un segment intestinal. Le phytobézoard, parfois associé au trichobézoard, est une cause rare d’obstruction intestinale aiguë nécessitant une intervention chirurgicale d'urgence, notamment chez la femme enceinte, parfois sous cœlioscopie (avec sauvetage de la mère comme du bébé à terme).

## Croyance et science
On a attribué aux bézoards des propriétés magiques curatives pendant plusieurs siècles, comme l'atteste le traité de magie médiéval Picatrix. En particulier, ils étaient censés protéger de la peste et des effets du venin de serpent.
En 1557, alors qu'à cette époque, on attribuait des propriétés quasi-miraculeuses, dont celle d'antidote, aux bézoards, Ambroise Paré pensait que cela était impossible. Or, il arriva qu'un marmiton à la cour royale fut pris volant de la fine argenterie, et condamné à la mort par pendaison. Le marmiton accepta plutôt d'être empoisonné à condition qu'on lui administrât un bézoard immédiatement après le poison et qu'il soit libre s'il en réchappait. Paré utilisa alors la pierre de bézoard sans succès puisque le cuisinier mourut sept heures plus tard. Paré prouva ainsi que la pierre ne pouvait guérir de tous les poisons comme on le croyait couramment alors.

## Alchimie
La variation des couleurs de cette pierre a attisé l'intérêt des alchimistes. Par glissement de sens, bézoard a désigné aussi différentes formules alchimiques. On distinguait donc :[réf. nécessaire]
- le bézoard minéral
- le bézoard martial
- le bézoard d'or
- le bézoard lunaire
- et le bézoard d'étain

## Culture populaire
- Dans le chapitre XI du Portrait de Dorian Gray (1890), Oscar Wilde cite le bézoard et d'autres pierres : « le bézoard que l’on trouvait dans le cœur d’une antilope était un charme contre la peste. »
- Dans la saga Harry Potter, spécialement dans les tomes 1 et 6 (respectivement parus en 1997 et 2005), J. K. Rowling reprend la thèse d'Oscar Wilde : Severus Rogue, maître des potions à l'école de sorcellerie Poudlard, en parle comme d'une « pierre qu'on trouve dans l'estomac des chèvres et qui constitue un antidote à la plupart des poisons ». Le héros s'en servira par la suite pour sauver son meilleur ami, Ron Weasley, victime d'une tentative d'empoisonnement.
- Dans la série Buffy contre les vampires (Œufs surprises, épisode 12 de la saison 2, 1998), le bézoard[16] est un parasite préhistorique dont la progéniture est capable de se fixer sur d'autres créatures et prendre le contrôle de leurs fonctions motrices via serrage de neurones.
- Dans le livre La Guerre des clans d'Erin Hunter, livre II - À feu et à sang (2003), chapitre 9, le mot bézoard est utilisé pour désigner les rejets de digestion, ou pelote, de chouette.
- Dans la série Grey's Anatomy :
  - Nouveaux départs, épisode 13 de la saison 2 (2006) : un patient de Richard Weber et Alex Karev, Mauer Paskowitz, a un bézoard dans l'estomac après avoir ingéré son propre roman.
  - La fin n'est que le début, épisode 11 de la saison 9 (2013) : Mérédith Grey et Richard Weber retirent un bézoard de l'estomac d'une patiente atteinte de trichophagie.
- Dans le livre Les Salauds Gentilshommes de Scott Lynch, livre 2 - Des horizons rouge sang (2007), chapitre 4, le bézoar est cité comme étant une pierre magique se trouvant dans l'estomac d'un dragon, même si ses propriétés, son origine et son existence sont dites mythiques.
- Dans la série Dr House (Flou artistique, épisode 3 de la saison 5, 2008), le patient, un testeur de médicaments, a un bézoard dans l'estomac.
- Dans le jeu vidéo Terraria (2011), le bézoard est un objet que le joueur peut équiper pour obtenir une immunité au poison.
- Dans la série Les Carnets de l'apothicaire, épisode 19 de la saison 1 (2024) : Jinshi promet de faire parvenir à Mao Mao un bézoard en échange de sa contribution dans une enquête.
- Dans la série de jeux Donjons et Dragons, le bézoard est un item d'équipement offrant une protection contre le poison.